# Albatros D.II
Az Albatros D.II egy első világháborús együléses német vadászrepülőgép.

## Története
Elődjét, az Albatros D I-est 1916 őszén kezdték a frontra szállítani. Az ebben az időben nagyszerűnek számító Mercedes D III-as motornak köszönhetően minőségi változást hozott a német légierőnél, lehetővé téve az elavulóban lévő típusok lecserélését. Rövidesen bebizonyosodott viszont, hogy a felső szárny elrendezése nem szerencsés, a pilóták nagyon rosszul láttak miatta. Éppen ezért a gépet áttervezték, de ez gyakorlatilag csak a szárnyak közelebb kerülését eredményezte, a szerkezet többi része változatlan maradt. Az immár jobb kilátást lehetővé tevő típus az Albatros D II jelzést kapta. Gyártását a Monarchia is átvette, 185 Le-s Austro–Daimler motorokat szerelve a gépbe. 1917-ben fokozatosan felváltották az Albatros D III-asok.

## Híres kezekben
Az Albatros D II-est 1916 szeptember 17-én Manfred von Richthofen A vörös báró védelmére szolgált a németek oldalán. A vörös báró ügyessége miatt a gép kis híján sérülés nélkül ért földet.